# Periurbano Oeste-Sierra
Periurbano Oeste-Sierra es uno de los diez distritos en que está dividida administrativamente la ciudad de Córdoba (España) y el único junto a Periurbano Este-Campiña de carácter periurbano. 

## Geografía
Como su nombre indica, comprende la zona oeste del municipio, abarcando los núcleos de población de Villarrubia, El Higuerón y Trassierra, correspondiéndole el territorio que queda al norte del río Guadalquivir en el tramo comprendido entre el puente de Andalucía y el límite municipal con Almodóvar del Río; al este del límite municipal con Almodóvar del Río en dirección norte; al sur del límite municipal con Villaviciosa en dirección este hasta la carretera de Villaviciosa; al oeste de la carretera de Villaviciosa hasta su confluencia con el casco urbano.